# Ural Great Perm
PBC Ural Great Perm ist ein ehemaliger russischer Profibasketballverein aus Perm. Nach seiner Gründung 1995 gehörte Ural Great in den Jahren 2000 bis 2006 zu den erfolgreichsten russischen Basketball Vereinen. Nachdem 2008 einige Sponsoren ihre Unterstützung einstellten kam der Klub in finanzielle Schwierigkeiten. Zur Spielsaison 2009/2010 wurde Perm wegen ungesicherter Finanzierung nicht mehr zur russischen Superliga A zugelassen. Nach verworrenen juristischen Verwicklungen verliert sich 2010 die Spur des Klubs in Tscheljabinsk.

## Erfolge
- russischer Meister 2001 und 2002.
- russischer Pokalsieger 2004.
- Gewinner der NEBL – 2001.
- Gewinner der FIBA EuroCup Challenge – 2006.

## Bekannte ehemalige Spieler
| - Sergei Tschikalkin - Waleri Dajneko - Alexander Deduschkin - Wassili Karassjow - Sergei Panow - Sachar Paschutin | - Chris Anstey - Martin Müürsepp - Paccelis Morlende - Giorgi Zinzadse - Sharon Shason - Raimonds Vaikulis - Kšyštof Lavrinovič - Christian Dalmau - Stevan Nađfeji - Jurica Golemac - Željko Zagorac | - Mahmoud Abdul-Rauf - Derrick Alston - Ralph Biggs - Anthony Bowie - Willie Burton - Doug Gottlieb - Sean Higgins - Sam Hoskin - Andre Hutson - Jumaine Jones - Darius Washington - Maurice Whitfield |